# Europejskie Igrzyska Halowe w Lekkoatletyce 1966 – sztafeta 4 × 2 okrążenia mężczyzn
Sztafeta 4 × 2 okrążenia mężczyzn – jedna z konkurencji biegowych rozgrywanych podczas lekkoatletycznych europejskich igrzysk halowych w hali Westfalenhalle w Dortmundzie. Została rozegrana (jak zresztą całe igrzyska) 27 marca 1966. Długość jednego okrążenia wynosiła 160 metrów. Zwyciężyła reprezentacja Republiki Federalnej Niemiec.

## Rezultaty

### Finał
Rozegrano od razu bieg finałowy, w którym wzięły udział dwie drużyny.

Opracowano na podstawie materiału źródłowego.
| Miejsce | Reprezentacja  | Zawodnicy                                                   | Czas   |
| ------- | -------------- | ----------------------------------------------------------- | ------ |
| 1       | RFN            | Jörg Jüttner, Rainer Kunter, Hans Reinermann, Jens Ulbricht | 2:30,1 |
| 2       | Czechosłowacja | Miroslav Veruk, Juraj Demeč, Ladislav Kříž, Josef Trousil   | 2:31,0 |